# Ignacio Chicco
Ignacio Francisco Chicco (Brinkmann, Córdoba, Argentina, 30 de junio, de 1996) es un futbolista argentino que se desempeña como arquero en Club Atlético Belgrano de Córdoba de la Primera División Argentina.
Es el hermano mayor de Julián Chicco, actual mediocampista, que milita en el Leganés, de la primera división española.

## Trayectoria

### Inicios y Colón
Se inició futbolísticamente en el club Centro Social y Deportivo Brinkmann. Llegó a Colón en el 2010, a sus 13 años. Realizó todas las inferiores en este club.
En 2016, el director técnico Dario Franco lo promovió para integrar el plantel profesional.

### Talleres
Al no tener oportunidad en el primer equipo, el 3 de agosto de 2016 se oficializa la llegada del arquero al conjunto cordobés para reforzar el arco. Llega cedido por 1 año.

### Regreso a Colón
Finalizada la temporada 2016-17, regresa a Colón esperando volver a tener la oportunidad de atajar.
El 8 de agosto de 2019, tras la ausencia del portero Leonardo Burián, hace su debut como titular en la Copa Sudamericana frente al Zulia Fútbol Club en Venezuela. Pese a tener una destacada participación y mostrar seguridad, un error en una de las últimas jugadas termina concretada en el gol del conjunto local, siendo este el único gol con el que su equipo caería en el partido de ida, obligando a Colón a ganar en la vuelta en su cancha, cosa que así ocurriría.
Su segundo partido oficial fue casi tres meses después, el 2 de noviembre de 2019, en la Superliga Argentina, en el encuentro que su equipo cayó 0-2 con Atlético Tucumán. Luego 2 años después el 18 de julio de 2021 el DT Eduardo Domínguez tras dejar al arquero titular Cachorro Burián entrenando en Santa Fe y en su lugar puso a "Nacho" en el partido de la primera fecha (tras haber salido campeón en el anterior torneo) contra Club Atlético River Plate en el cual se destacó muy con un solo error y siendo dificulad para los atacantes millonarios y el partido terminó con la victoria sabalera 2-1, por su buena actuación ante River fue nombrado jugador YPF Infinia de la primera fecha reconocimiento dado al futbolista mejor desempeñado de la fecha del Campeonato 2021.

## Selección nacional
Formó parte del seleccionado que disputó el Sudamericano Sub-15, dirigido por Miguel Lemme, disputado en Uruguay en el año 2012, en el que Argentina obtuvo el tercer puesto, tras perder 2-3 con Colombia en la fase final; cabe destacar que fue arquero suplente de Augusto Batalla, jugador de River Plate.

### Participaciones con la selección
| N.º | Torneo              | Año  | Sede    | Resultado    |
| --- | ------------------- | ---- | ------- | ------------ |
| 1   | Sudamericano Sub-15 | 2011 | Uruguay | Tercer lugar |

## Estadísticas
- Actualizado al 14 de diciembre de 2024.

| Talleres Argentina | 1.ª                 | 2016-17             | 0  | 0  | 0  | -  | -  | - | -  | - | - | 0  | 0   | 0  |
| Talleres Argentina | Total               | Total               | 0  | 0  | 0  | -  | -  | - | -  | - | - | 0  | 0   | 0  |
| Colón Argentina | 1.ª                 | 2017-18             | 0  | 0  | 0  | 0  | 0  | 0 | -  | - | - | 0  | 0   | 0  |
| Colón Argentina | 1.ª                 | 2018-19             | 0  | 0  | 0  | 3  | 5  | 0 | 0  | 0 | 0 | 3  | 5   | 0  |
| Colón Argentina | 1.ª                 | 2019-20             | 1  | 2  | 0  | 0  | 0  | 0 | 1  | 1 | 0 | 2  | 3   | 0  |
| Colón Argentina | 1.ª                 | 2021                | 2  | 5  | 0  | 1  | 1  | 0 | 0  | 0 | 0 | 3  | 6   | 0  |
| Colón Argentina | 1.ª                 | 2022                | 23 | 32 | 4  | 4  | 6  | 0 | 3  | 3 | 1 | 30 | 41  | 5  |
| Colón Argentina | 1.ª                 | 2023                | 27 | 33 | 7  | 12 | 13 | 5 | -  | - | - | 39 | 46  | 12 |
| Colón Argentina | Total               | Total               | 53 | 72 | 11 | 20 | 25 | 5 | 4  | 4 | 1 | 77 | 101 | 17 |
| Belgrano Argentina | 1.ª                 | 2024                | 8  | 8  | 3  | 2  | 2  | 0 | 5  | 5 | 2 | 15 | 15  | 5  |
| Belgrano Argentina | 1.ª                 | 2025                | 0  | 0  | 0  | -  | -  | - | -  | - | - | 0  | 0   | 0  |
| Belgrano Argentina | Total               | Total               | 8  | 8  | 3  | 2  | 2  | 0 | 5  | 5 | 2 | 15 | 15  | 5  |
| Total en su carrera | Total en su carrera | Total en su carrera | 61 | 80 | 14 | 22 | 27 | 5 | 10 | 9 | 3 | 92 | 116 | 22 |
| (1) Copa se refiere a la Copa Argentina, Copa de la Superliga Argentina. (2) La copa internacional se refiere a la Copa Sudamericana. (3) Promedio de goles recibidos por partidos, no incluye goles recibidos en partidos amistosos. |                     |                     |    |    |    |    |    |   |    |   |   |    |     |    |

## Palmarés

### Campeonatos nacionales
| Título          | Club  | Sede     | Año  |
| --------------- | ----- | -------- | ---- |
| Copa de la Liga | Colón | San Juan | 2021 |

- Datos: Q25408412